# Lionel Dietrichsen
Lionel Lorenzo Dietrichsen (1806–1846) foi um ornitólogo inglês que trabalhava como comerciante na Oxford Street. Ele colectou peles de pássaros e descreveu a espécie Parvipsitta porphyrocephala, que é conhecida como lóris de Dietrichsen, em 1832. Ele morreu, solteiro, supostamente por quase cortar a própria cabeça.